# Liste de fortifications en Belgique
Liste de fortifications en Belgique.
Liste par province et commune ou section.

## Anvers
- Anvers (voir aussi fortifications d'Anvers) : enceinte urbaine et citadelle.

## Brabant et Bruxelles
- Bruxelles : voir fortifications de Bruxelles ;
- Diest : enceinte urbaine, citadelle et fort Léopold ;
- Louvain : enceinte urbaine ;
- Saint-Gilles : fort de Monterey* ;
- Uccle : fort Jaco*.

* partie des fortifications de Bruxelles.

## Flandre-Occidentale
- Fort Hazegras
- Fort St Paul (disparu)
- Bruges : enceinte urbaine et fort de Bavière (Fort van Beiren) ;
- Courtrai : enceinte urbaine, château et citadelle ;
- Damme : enceinte urbaine et ancien fort de Damme ;
- Furnes : enceinte urbaine ;
- Menin : enceinte urbaine ;
- Ostende
  - Fort Sainte-Catherine (Fort Sint-Catharina)
  - Fort Napoléon, précédemment Fort Impérial, puis Fort de Soeverijn, puis Fort William
  - Fort Royal
  - Mur de l'Atlantique
    - Batterie Halve Maan
    - Batterie Hundius
- Raversyde : Mur de l'Atlantique ;
- Ypres : enceinte urbaine.

## Flandre-Orientale
- Gand : enceinte urbaine, château des comtes (Gravensteen), château des Espagnols (Spanjaardenkasteel) et citadelle.

## Hainaut
- Ath : enceinte urbaine et tour Burbant (château d'Ath) ;
- Binche : enceinte urbaine ;
- Charleroi : forteresse ;
- Châtelet : fortifications médiévales ;
- Chièvres : enceinte urbaine ;
- Mons : enceinte urbaine ;
- Saint-Ghislain : enceinte urbaine ;
- Tournai : voir fortifications de Tournai.
- Beaumont : Tour Salamandre.

## Liège
- Barchon : fort de Barchon* ;
- Boncelles : fort de Boncelles* ;
- Chaudfontaine : fort de Chaudfontaine* ;
- Embourg : fort d'Embourg* ;
- Évégnée : fort d'Évegnée* ;
- Flémalle : fort de Flémalle* ;
- Fléron : fort de Fléron* ;
- Herstal : fort de Pontisse*.
- Hollogne-aux-Pierres : fort d'Hollogne* ;
- Huy : fort de Huy ;
- Lantin : fort de Lantin* ;
- Loncin : fort de Loncin* ;
- Liège : voir fortifications de Liège ;
- Liers : fort de Liers* ;

* partie de la position fortifiée de Liège.

## Luxembourg
- Arlon : enceinte urbaine ;
- Bastogne : enceinte urbaine ;
- Bouillon : enceinte urbaine et château ;
- Chiny
- Durbuy : enceinte urbaine ;
- Houffalize : enceinte urbaine ;
- La Roche-en-Ardenne : enceinte urbaine ;
- Marche-en-Famenne : enceinte urbaine ;
- Rochefort  : enceinte urbaine ;
- Saint-Hubert  : enceinte urbaine ;
- Virton : enceinte urbaine.

## Namur
- Andenne : fort de Samson ;
- Andoy : fort d'Andoy* ;
- Bouvignes-sur-Meuse : enceinte urbaine, château comtal et château de Crèvecœur ;
- Cognelée : fort de Cognelée* ;
- Dave : fort de Dave* ;
- Dinant : enceinte urbaine et citadelle ;
- Émines : fort d'Émines* ;
- Gembloux : enceinte urbaine ;
- Malonne : fort de Malonne* ;
- Maizeret : fort de Maizeret* ;
- Marchovelette : fort de Marchovelette* ;
- Mariembourg : forteresse ;
- Namur : voir fortifications de Namur ;
- Philippeville : forteresse.
- Suarlée : fort de Suarlée* ;
- Wépion : fort de Saint-Héribert* ;

* partie de la position fortifiée de Namur.